# Alof de Wignacourt
Alof de Wignacourt foi grão-mestre da Ordem de Malta entre 1601 e 1622 e patrono do pintor Caravaggio. Em sua homenagem, Caravaggio pintou seu retrato que hoje em dia está no Museu do Louvre.